# 維米嶺戰役
維米嶺戰役（法語：bataille de la crête de Vimy）是第一次世界大戰中，西方戰線的一次戰役，发生于1917年。維米嶺戰役是阿拉斯戰役的序幕，也是加拿大所參與最有名的戰役之一。
維米嶺是法國阿拉斯以北维米附近的山嶺。這個地方是德國在整個西部戰線守衛的最好的。因為維米嶺是高地，所以雙方都認為這是一個軍事戰略上重要的地方。英國和法國都在1915年進攻維米嶺，但結果都是失敗。
1917年，協約國決定再次向維米嶺進攻。此次執行進攻任務的是加拿大軍。直至到維米嶺戰役，加拿大軍在一戰中的角色不大。爲了贏得此戰的勝利，加軍將其4个师統一來參與維米嶺戰役，並制定了良好的作戰方案。
加拿大軍在1917年4月2日開始用炮轟擊德軍的戰線。加軍用了超過一百万的砲彈來轟擊維米嶺，此次轟擊持續了一個星期，是在這次戰役之前從未有過的，砲彈發射數量直到馬爾梅松戰役才被超越。在4月9日，加軍開始向德軍的防線進攻。加拿大軍投入大約3萬名士兵，用了大約兩個小時達到原本的目的地。
4月12日，加拿大以3,598名陣亡和7,104名士兵受傷的代價控制了整個維米嶺。而德軍方面有大約有2萬士兵陣亡，4千餘人被俘虜。
因為在維米嶺南面，英軍和澳軍沒有達到它們的目的，加拿大得到的領土實質上沒有太大的軍事戰略重要性。
可是在士氣上，這場戰役的勝利對加拿大影響很大。這場戰役是加拿大軍第一次獨立地參與一場戰役。而且，來自加拿大全國9個省份（紐芬蘭在1949年才加入加拿大聯邦）的加拿大軍人都有參與維米嶺戰役。有很多加拿大人説維米嶺戰役是「加拿大成長的日子」。
1922年，法國政府把維米嶺周圍100公顷（1平方公里）的領土送給加拿大來感謝加拿大在此戰役中的貢獻和犧牲。現在，屬於加拿大的維米嶺是個戰爭紀念博物館，由退伍軍人部管理。
1. ↑  Nicholson 1962，第229頁.
2. ↑  Turner 2005，第21–22頁.
3. ↑  Moran 2007，第139頁.
4. 1 2  Nicholson 1962，第265頁.